# Snowboard nos Jogos Paralímpicos de Inverno de 2018 - Snowboard cross feminino
As provas de cross feminino do snowboard nos Jogos Paralímpicos de Inverno de 2018 foram disputadas no Centro Alpino Jeongseon, localizado em Bukpyeong-myeon, Jeongseon, em 12 de março.

## Medalhistas
| Medalha | Classe SB-LL1        | Classe SB-LL2          |
| ------- | -------------------- | ---------------------- |
| Ouro    | USA Brenna Huckaby   | NED Bibian Mentel-Spee |
| Prata   | USA Amy Purdy        | NED Lisa Bunschoten    |
| Bronze  | FRA Cécile Hernandez | ESP Astrid Fina        |

## Resultados

### Classe SB-LL1

#### Qualificatória
Após duas descidas, as quatro mais rápidos avançam para a fase eliminatória.
| Pos. | Bib | Atleta               | Descida 1 | Descida 2 | Melhor  | Notas |
| ---- | --- | -------------------- | --------- | --------- | ------- | ----- |
| 1    | 1   | FRA Cécile Hernandez | 1:10.04   | 1:09.09   | 1:09.09 | Q     |
| 2    | 4   | USA Amy Purdy        | 1:09.64   | 1:10.41   | 1:09.64 | Q     |
| 3    | 2   | CAN Michelle Salt    | DNF       | 1:16.93   | 1:16.93 | Q     |
| 4    | 5   | USA Brenna Huckaby   | 1:17.42   | 1:17.02   | 1:17.02 | Q     |
| 5    | 3   | USA Nicole Roundy    | 1:22.46   | 1:17.77   | 1:17.77 |       |

#### Fase eliminatória[6]
|  | Semifinais | Semifinais    | Semifinais |  |  | Final          | Final          | Final          |
|  |            |               |            |  |  |                |                |                |
|  | 1          | FRA Hernandez |            |  |  |                |                |                |
|  | 4          | USA Huckaby   | V          |  |  |                |                |                |
|  |            |               |            |  |  | 4              | USA Huckaby    | V              |
|  |            |               |            |  |  | 2              | USA Purdy      |                |
|  | 2          | USA Purdy     | V          |  |  |                |                |                |
|  | 3          | CAN Salt      |            |  |  | Terceiro lugar | Terceiro lugar | Terceiro lugar |
|  |            |               |            |  |  | 1              | FRA Hernandez  | V              |
|  |            |               |            |  |  | 3              | CAN Salt       |                |

### Classe SB-LL2

#### Qualificatória
As duas mais rápidas avançam diretamente às semifinais, enquanto que as restantes disputam as quartas de final.
| Pos. | Bib | Atleta                 | Tempo   | Notas |
| ---- | --- | ---------------------- | ------- | ----- |
| 1    | 6   | NED Bibian Mentel-Spee | 1:07.51 | Q     |
| 2    | 9   | NED Lisa Bunschoten    | 1:13.59 | Q     |
| 3    | 7   | NED Renske van Beek    | 1:14.57 | q     |
| 4    | 11  | CAN Sandrine Hamel     | 1:14.78 | q     |
| 5    | 10  | ESP Astrid Fina        | 1:23.11 | q     |
| 6    | 8   | USA Brittani Coury     | 1:26.39 | q     |

#### Fase eliminatória[8]
|  | Quartas de final | Quartas de final | Quartas de final |                |              | Semifinais | Semifinais | Semifinais     |                |                | Final          | Final           | Final |
|  |                  |                  |                  |                |              |            |            |                |                |                |                |                 |       |
|  |                  |                  |                  |                |              |            |            |                |                |                |                |                 |       |
|  |                  |                  |                  |                |              |            |            |                |                |                |                |                 |       |
|  |                  | 1                | NED Mentel-Spee  | V              |              |            |            |                |                |                |                |                 |       |
|  |                  |                  |                  | V              |              |            |            |                |                |                |                |                 |       |
|  |                  |                  | 5                | ESP Fina       |              |            |            |                |                |                |                |                 |       |
|  | 4                | CAN Hamel        | 5                | ESP Fina       |              |            |            |                |                |                |                |                 |       |
|  | 4                | CAN Hamel        |                  |                |              |            |            |                |                |                |                |                 |       |
|  | 5                | ESP Fina         | V                |                |              |            |            |                |                |                |                |                 |       |
|  |                  |                  |                  |                |              |            |            |                |                |                | 1              | NED Mentel-Spee | V     |
|  |                  |                  | 2                | NED Bunschoten |              |            |            |                |                |                |                |                 |       |
|  | 3                | NED Van Beek     | V                |                |              |            |            |                |                |                |                |                 |       |
|  | 6                | USA Coury        |                  |                |              |            |            |                |                |                |                |                 |       |
|  | 6                | USA Coury        |                  | 3              | NED Van Beek |            |            | Terceiro lugar | Terceiro lugar | Terceiro lugar | Terceiro lugar |                 |       |
|  |                  |                  |                  | 3              | NED Van Beek |            |            | Terceiro lugar | Terceiro lugar | Terceiro lugar | Terceiro lugar |                 |       |
|  |                  |                  | 2                | NED Bunschoten | V            |            |            |                |                |                |                |                 |       |
|  |                  |                  | 2                | NED Bunschoten | V            |            |            | 5              | ESP Fina       | V              |                |                 |       |
|  |                  |                  |                  |                |              |            |            | 5              | ESP Fina       | V              |                |                 |       |
|  |                  |                  |                  |                |              |            |            |                |                |                | 3              | NED Van Beek    |       |

Legenda
| Recorde mundial      | Recorde mundial (World record)               |                       | Recorde africano                      | Recorde africano (African) |                                           | Q | Classificado por posição (Qualified) |
| Recorde paralímpico  | Recorde paralímpico (Paralympic record)      | Recorde da América    | Recorde da América (Americas)         | q                          | Classificado por melhor tempo (Qualified) |   |                                      |
| Melhor marca do ano  | Melhor marca do ano (World leading)          | Recorde asiático      | Recorde asiático (Asian)              | DNS                        | Não largou (Did not start)                |   |                                      |
| Recorde nacional     | Recorde nacional (National record)           | Recorde europeu       | Recorde europeu (European)            | DNF                        | Não terminou (Did not finish)             |   |                                      |
| Recorde pessoal      | Recorde pessoal do atleta (Personal best)    | Recorde da Oceania    | Recorde da Oceania (Oceania)          | DSQ / DQ                   | Desclassificado (Disqualified)            |   |                                      |
| Recorde da temporada | Recorde da temporada do atleta (Season best) | Recorde sul-americano | Recorde sul-americano (South America) | NM                         | Sem marca (No mark)                       |   |                                      |